# Мачужичі
Мачужичі — (біл. вёска Мачужычы), село (веска) в складі Логойського району розташоване в Мінській області Білорусі, підпорядковане Знаменівській сільській раді.
Село Мачужичі розташоване в центральних районах Білорусі, у північній частині Мінської області - орієнтовне розташування [Архівовано 27 лютого 2009 у Wayback Machine.].